# Diamantenbatterie
Eine Diamantenbatterie wäre eine aus radioaktivem Kohlenstoff 14C hergestellte langlebige Primärzelle bzw. Radionuklidbatterie.
Die noch nicht marktreife Entwicklung erfolgte am Cabot Institute an der University of Bristol und wurde 2016 vom Physikprofessor Tom Scott vorgestellt.

## Hintergrund
Unter Abgabe von Betastrahlung zerfällt 14C zum stabilen Stickstoff-Isotop 14N. Aufgrund der Radioaktivität kann die Batterie mit diamantförmigem 14C als betavoltaische Apparatur eingesetzt werden. Die Halbwertszeit von 14C ist 5730 Jahre, somit könnte eine solche Batterie eine lange Lebensdauer erreichen. Das Hauptproblem ist dabei, die benötigte Menge von 14C zu sammeln. 
Wenn Stickstoff Neutronenstrahlung ausgesetzt wird, kann es zu einem „Herausschlagen“ eines Protons durch ein eintreffendes Neutron kommen. Dies betrifft das Isotop 14N, das 99,6 % des Stickstoffs ausmacht. Diese Reaktion findet in hohen Schichten der Erdatmosphäre zwischen kosmischer Strahlung bzw. sekundär von ihr induzierten Neutronen und Stickstoff statt und ist die Quelle des natürlichen 14C im Kohlenstoffkreislauf. Obwohl Kohlenstoff-14 im Bereich von 1 ppt in natürlichem Kohlenstoff enthalten ist, ist die Extraktion aus dieser Quelle wenig lohnend. Der Masseanteil von ca. 1 Nanogramm pro Tonne ist um Größenordnungen niedriger als zum Beispiel jener des Alphastrahlers Radium in Uranerzen, welches mit ca. 300 Milligramm Radium pro Tonne Uran vorliegt. Eine Radium-Radionuklidbatterie  aus 226Ra mit ca. 1600 Jahren Halbwertszeit hätte bezüglich Leistung und Langlebigkeit ähnliche Eigenschaften wie eine Diamantbatterie. Die Zerfallsenergie von Radium-226 zu Radon-222 ist jedoch um ca. den Faktor 30 größer als jene von Kohlenstoff-14 zu Stickstoff-14.
Das Kohlenstoff-Isotop 14C entsteht jedoch auch in Graphitblöcken, die in Kernreaktoren als Neutronenmoderator eingesetzt werden, durch den zwar seltenen, aber über Jahre und Jahrzehnte Laufzeit unvermeidlichen Neutroneneinfang in 13C (etwa 1 % Masseanteil in natürlichem Kohlenstoff, je nach Herkunft) bzw. durch zweifachen Neutroneneinfang in 12C. Da graphitmoderierte Kernreaktoren nicht mehr neu gebaut werden, ist diese Quelle des 14C allerdings begrenzt. In Kernreaktoren findet sich zudem Stickstoff als Kühlmittel (Luftkühlung von Reaktoren mit niedriger thermischer Leistung) oder als Verunreinigung des Moderators (z. B. Gelöst im Moderator/Kühlwasser von Leichtwasserreaktoren).
Will man die Leistungsdichte erhöhen, ist eine Anreicherung von 14C nötig. Im Gegensatz zur Urananreicherung, die auf den sehr geringen Masseunterschied zwischen 235UF6 und 238UF6 setzt (Fluor als Reinelement hat hierbei immer die Massezahl 19, sodass insgesamt etwa 349 bzw. 352 u pro Molekül Uranhexafluorid vorliegen), ist die Anreicherung von Kohlenstoff pro SWU weniger energieintensiv und wird in geringen Mengen von Firmen, die Isotop-Labeling-Forschung beliefern, zur Bereitstellung von 13C betrieben. Hierbei kommt üblicherweise Kryodestillation von Kohlenmonoxid oder Methan zum Einsatz, wobei hierbei als Koppelprodukt auch 18O bzw. Deuterium angereichert wird.